# Don't Try This at Home (Billy Bragg)
Don't Try This at Home è il sesto album in studio del musicista britannico Billy Bragg, pubblicato nel 1991.

## Tracce
Testi e musiche di Billy Bragg, eccetto dove indicato.

1. Accident Waiting to Happen – 4:01
2. Moving the Goalposts – 2:34
3. Everywhere (Greg Trooper, Sid Griffin) – 5:01
4. Cindy of a Thousand Lives – 4:15
5. You Woke Up My Neighbourhood (Bragg, Peter Buck) – 3:11
6. Trust – 4:13
7. God's Footballer – 3:04
8. The Few – 3:27
9. Sexuality (Bragg, Johnny Marr) – 3:49
10. Mother of the Bride – 3:36
11. Tank Park Salute – 3:30
12. Dolphins (Fred Neil) – 4:20
13. North Sea Bubble – 3:19
14. Rumours of War – 2:50
15. Wish You Were Her – 2:46
16. Body of Water (Bragg, Philip Wigg aka "Wiggy") – 3:58